# Arvô de la Chartreuse
Pour les articles homonymes, voir Chartreuse.
L'årvô de la Chartreuse est un passage voûté et fortifié érigé vers l'an 1600 et situé à Liège en Belgique.

## Situation
Cet édifice se situe sur le thier de la Chartreuse, très ancienne voie de la ville de Liège, en rive droite et sur le versant oriental de la Dérivation (colline de Cornillon). 

## Historique
Ce passage voûté est traversé par la côte du thier de la Chartreuse au milieu de l'ancien domaine du couvent des Chartreux présents sur ce site entre 1360 et 1797. Le passage au-dessus de cette voûte permettait aux membres de cet ordre de se rendre d'un côté à l'autre de leur domaine sans se mêler à la population et au charroi qui passaient en dessous. Il a été édifié vers l'an 1600 puis restauré et remanié au début du XVIIIe siècle. Il remplace un pont de bois construit dès 1381.

## Description
L'årvô de la Chartreuse se définit comme un passage voûté formé d'un arc en plein cintre d'une largeur, d'une profondeur et d'une hauteur d'environ 3 m. Le matériau principal est la brique rouge mais la voûte est consolidée par l'emploi de deux fois 27 blocs taillés de pierre calcaire placés à chaque extrémité du passage voûté et reposant sur des murs de moellons courant le long de la voirie ainsi que de 4 autres blocs placés en clé de voûte. Au-dessus de la voûte, se trouve une construction carrée en brique percée d'une dizaine de meurtrières et de deux niches ouvragées (vides), une sur chaque face. Une tourelle carrée placée au sud jouxte l'årvô. Elle comprend aussi quelques meurtrières. Les toitures sont recouvertes d'ardoises.

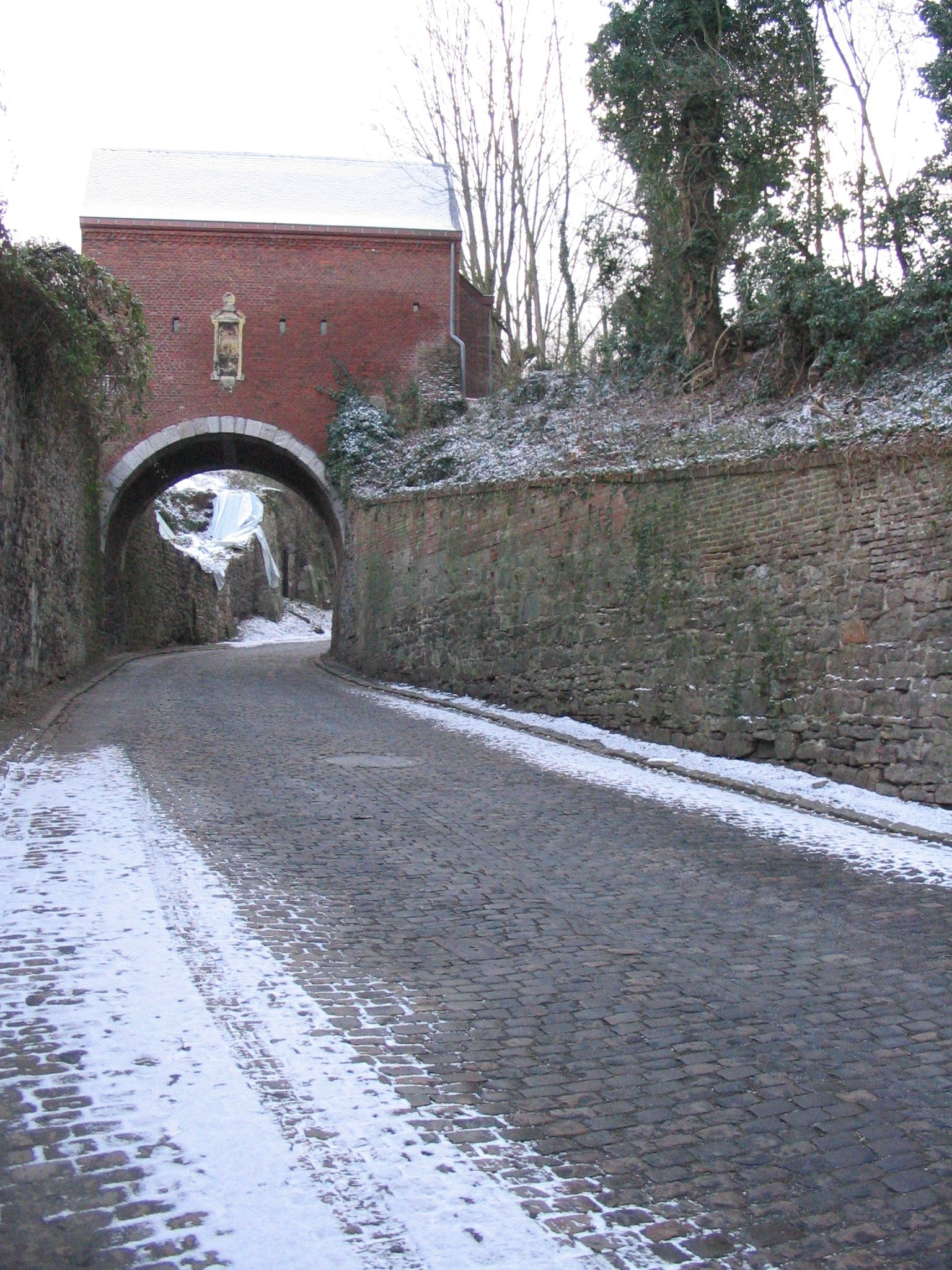
Vue du dessous

## Årvô
Un årvô (parfois francisé en arvaux) est un terme du wallon liégeois désignant un passage couvert. Il en existe plusieurs dans la ville de Liège et, plus spécifiquement, dans le quartier d'Outremeuse où ils sont parfois ornés d'une potale ou d'une statue de la Vierge Marie.

## Classement
L'årvô de la Chartreuse est repris sur la liste du patrimoine immobilier classé de Liège depuis le 5 juin 1981.

### Source et bibliographie
- Yannik Delairesse et Michel Elsdorf, Le nouveau livre des rues de Liège, Liège, Noir Dessin Production, décembre 2008, 2e éd. (1re éd. 2001), 512 p. (ISBN 978-2-87351-143-2, présentation en ligne), page 204